# Amcachara
Amcachara (abchazsky Амцахара) je politická strana v Abcházii. Amcachara sdružuje abchazské národovce a válečné veterány z války v Abcházii z let 1992 a 1993. Původně byla Amcachara v roce 1999 založena jako sdružení veteránů, avšak v roce 2002 se transformovala v socio-politické hnutí. Po přijetí abchazského zákona o politických stranách se změnil statut Amcachary automaticky v sociální hnutí. Na sjezdu hnutí v roce 2013 bylo rozhodnuto přetransformovat Amcacharu v plnohodnotnou politickou stranu. V překladu do češtiny znamená Amcachara Rodový plamen.

## Historie
Amcachara byla založena z iniciativy válečných veteránů generála Sergeje Dbara, Vladimira Načače, Akiho Ardzinby a Garika Samanby na ustavující schůzi 31. března 1999 spolu s představiteli dalších veřejných organizací sdružujících válečné veterány. Hnutí si kladlo za cíl ochranu zájmů válečných veteránů, především těch, kterým se nedostalo v poválečné Abcházii dostatečné péče, a dále ochranu zájmů rodin, jejichž členové zemřeli v bojích. Na ustavující schůzi byl jako první předseda hnutí zvolen Sergej Dbar, který v této funkci působil do roku 2001.
V roce 2002 byla Amcachara zreorganizována do socio-politického hnutí, přičemž cíle hnutí zůstaly stejné. Na sjezdu hnutí v roce 2002 byli za spolupředsedy zvoleni Vladimir Načač a generál Mirab Kišmarija. S novým vedením nabývala Amcachara na síle, neboť do svých řad přibírala i nové členy, kteří nebyli veterány, a zařadila se k opozici vůči tehdejší vládnoucí moci. Do té doby byla jedinou významnou opoziční silou pouze Aitaira. Amcachaře se však do roku 2004 podařilo prosadit některé reformy rozdělení moci a přimět vládu vyvážit pravomoci, zejména zvýšení pravomocí a vlivu zákonodárců.
Hnutí přispělo nemalou měrou k pádu druhé vlády Gennadije Gaguliji v roce 2003 organizováním protestů. V moderních dějinách Abcházie to bylo poprvé, kdy vláda padla díky nátlaku veřejnosti a nikoliv vyhazovem od prezidenta republiky. Amcachara vinila Gaguliju ze špatného vedení, z neefektivity boje s kriminalitou a hrozila uspořádáním masové demonstrace v případě, že neodstoupí. Během let 2003 až 2004 členové hnutí dokonce požadovali odstoupení prezidenta Vladislava Ardzinby z funkce a žádali parlament, aby zahájil proces impeachmentu. Amcachara se tak ukázala být jedinou opoziční silou v zemi, schopnou postavit se vládnoucí moci, a tak sama čelila hrozbám. 19. dubna 2003 zažilo sídlo Amcachary bombový útok beze ztrát na životech, později byli dva aktivisté Amchachary zavražděni nastraženými bombami v jejich automobilech a v červnu 2004 byl vysoce postavený člen Amcachary a možný budoucí kandidát na prezidenta Garri Aiba při jízdě v automobilu Suchumí zastřelen. Ministr zahraničí Sergej Šamba po této události na protest rezignoval na svůj post a vyzval ostatní kolegy z vlády, aby učinili totéž.
V roce 2004 se konaly prezidentské volby a Amcachara se dohodla s jiným opozičním hnutím Jednotná Abcházie na společném kandidátovi Sergejovi Bagapšovi, který nakonec vyhrál, ačkoliv se volby musely o půl roku později vlivem nepokojů opakovat. Bagapše podporovala i během voleb v roce 2009. Z opozičního hnutí se tak stalo provládní hnutí. V roce 2011 hnutí podpořilo v předčasných prezidentských volbách kandidaturu Aleksandra Ankvaba. Po těchto volbách se změnil v Abcházii zákon o politických stranách, který změnil statut Amcachary na pouze sociální hnutí. Proto se tedy dne 27. června 2013 konal v Suchumi sjezd hnutí za účasti 495 delegátů, kde bylo přijato usnesení o transformaci hnutí v plnohodnotnou politickou stranu. Novými spolupředsedy byli na sjezdu zvoleni Garik Samanba a Otar Lomija a jejich místopředsedy se stali Vitalij Tarnava a Ramaz Džapva.
Amcachara uspořádala 18. července 2014 mimořádný sjezd v reakci na nepokoje, jejichž výsledkem byla rezignace prezidenta Ankvaba a pád vlády, kterou Amcachara podporovala. Na sjezdu strana odsoudila průběh nepokojů a zvolila jako svého kandidáta pro prezidentské volby v Abcházii 2014 bývalého ředitele státní bezpečnostní služby Abcházie Aslana Bžaniju. Ještě téhož roku dne 7. listopadu se konal další mimořádný sjezd, kde delegáti diskutovali o návrhu mezistátní smlouvy o spojenectví a integraci s Ruskou federací.
Strana uspořádala na 22. květen 2015 další sjezd, kde se spolupředseda Garik Samanba pustil do ostré kritiky vlády a prohlásil, že Amcachara zůstala v Abcházii jedinou opoziční stranou. Delegáti sjezdu jednohlasně vyzvali v usnesení prezidenta Raula Chadžimbu k odvolání stávající vlády, ke jmenování člena opozice premiérem země, k přizvání zástupců opozice ke komisi zabývající se reformou ústavy a ke komisi zabývající se dalším jednáním o smlouvě s Ruskou federací. Dále se delegáti usnesli na zrušení postů spolupředsedů a zavedení pouze jediného předsedy strany a také na volební strategii pro blížící se komunální a parlamentní volby. 4. června toho roku rozhodla politická rada strany, že předsedou strany by se měl stát Alchas Kvicinija, který byl prozatím jmenován předsedou politické rady strany. 21. října byl uspořádán další sjezd, kde bylo toto doporučení politické rady schváleno a Alchas Kvicinija se stal novým předsedou strany. Na témže sjezdu byla schválena rezoluce požadující rezignaci prezidenta Chadžimby.
Dne 3. března 2016 vyjádřila Amcachara svoji podporu pro konání referenda o vypsání předčasných prezidentských voleb. Souběžně s tím bylo rozhodnuto o konání mimořádného sjezdu 5. července, pět dnů před konáním referenda. Sjezd se měl konat v budově Abchazské státní filharmonie, avšak budova byla zamčena, a tak se nakonec konal pod širým nebem v přilehlém parku s jednohodinovým zpožděním, neboť někdo tuto část Suchumi odřízl od elektrického napájení. Sjezd vznesl požadavky, aby ve své funkci skončil ministr vnitra Leonid Dzapšba a aby bylo konání referenda odloženo na podzim. Delegáti sjezdu se následně přesunuli před budovu ministerstva vnitra, aby zde tlumočili osobně své požadavky. I přes výzvy předsedy strany Alchase Kviciniji ke zdrženlivosti se několik účastníků sjezdu pokusilo dostat dovnitř skrz ostrahu budovy, po které házeli kamení a Molotovovy koktejly. Vypukly násilnosti, jejichž výsledkem bylo devatenáct zraněných příslušníků ostrahy ministerstva, z nichž devět skončilo v nemocnici.
Po těchto událostech Amcachara uspořádala další sjezd 30. listopadu 2016, kde vyjmenovala seznam stížností na vládu a činnost úřadů, včetně nezdařeného referenda o předčasných prezidentských volbách. Delegáti opět vyzvali prezidenta Chadžimbu k rezignaci do 15. prosince s výhrůžkou, že pokud tak neučiní svolají na tento den vlastní „lidové shromáždění.“
Pro prezidentské volby v roce 2019 strana na svém již jedenáctém sjezdu schválila jako kandidáta svého předsedu, Alchase Kviciniju, který se stal náhradou za indisponovaného opozičního kandidáta Aslana Bžaniju, jenž skončil v Rusku s otravou v nemocnici a musel z voleb odstoupit. Volby se však nakonec opakovaly vlivem nepokojů v lednu roku 2020 a prezidentem se stal společný kandidát opozice Aslan Bžanija.
Dne 14. dubna 2021 se konal 12. sjezd strany a bylo zvoleno nové vedení. Předsedou Amcachary se stal válečný veterán Lesik Cugba, jenž si pochvaloval, že do strany vstupují mladí lidé s odbornými erudicemi. Odcházející předseda Kvicinija připomněl těžkosti, jež strana zažívala vlivem pandemie, přes které zaznamenala úspěchy v komunálních volbách v Abcházii.